# Arcoppia varia
Arcoppia varia är en kvalsterart som beskrevs av Hammer 1979. Arcoppia varia ingår i släktet Arcoppia och familjen Oppiidae. Inga underarter finns listade i Catalogue of Life.